# Triptih družine Sedano
Triptih iz družine Sedano je oltarni nastavek, triptih, slika z oljem na tabli, staronizozemskega slikarja Gerarda Davida, ki je običajno datirana med leti 1490 in 1498, verjetno okoli leta 1495. Delo izhaja iz začetka umetnikovega zrelega obdobja. Odlikuje jo inovativno kadriranje in upodabljanje okrasne orientalske preproge, ki jo vidimo pri Marijinih nogah. Obstaja čudovit ikonografski kontrast med zunanjimi ploščami (svet grešnikov Adama in Eve) in rajsko notranjostjo, ki prikazuje nebesni svet (Devico in njen simbolni vrt).
Delo je naročil kastiljski trgovec Jean de Sedano, ki je živel v Bruggeu. Na srednji tabli v zaprtem vrtu prikazuje Marijo in otroka Jezusa z dvema glasbenima angeloma. Stranski krili prikazujeta donatorja, ki v molitvi klečita v spremstvu svetnikov: Janez Krstnik je viden na levem krilu, Janez Evangelist na desnem. Triptih je opazen po čudoviti inovaciji neprekinjenega ozadja, ki združuje celoten prostor oltarne slike. Naslikana je neprekinjena krajina ozadja zelenih polj in mirna, temno modra oddaljena zračna perspektiva gričevja. Ko so krila zaprta, zunanjost prikazuje Adama in Evo, s čimer ustvarja kontrast med nebeško notranjostjo in grešno zunanjostjo.
Umetnostna zgodovinarka Maryan Ainsworth ugotavlja, da se zdi, da so triptihi pogosto podobe »prepleta značilnosti nekaterih najpomembnejših nizozemskih umetnosti v zadnjih šestdesetih letih«, kar kaže na to, da je nastal kot odziv na tedanje veliko povpraševanje po nizozemskih triptihih v Evropi. Natančneje, figure so naslikane na način, podoben delu Jana van Eycka, medtem ko se zdi, da celotna zasnova in kompozicija izhajata iz Hansa Memlinga. Maryan Ainsworth iz Metropolitanskega muzeja umetnosti vidi v tem zavestno odločitev umetnika, da se poravna in prepozna kot enakovreden mojstrom nizozemske umetnosti.
Leta 1503 se je Jan de Sedano pridružil bratovščini Svete krvi, sekti, posvečeni čaščenju relikvije iz 12. stoletja, ki so jo prinesli iz Jeruzalema. Donator se pokaže, ko v molitvi kleči na levem krilu, blagoslovil ga je Janez Krstnik, ob njem pa je tudi njegov mali sin. Njegova veliko mlajša žena je prikazana na desni tabli, ki jo je Devici predstavil Janez Evangelist. V letu, ko se je pridružil bratovščini, je de Sedano naročil Davidu, naj ustvari sliko Poroka v Kani.
Triptih je Louvre kupil leta 1890.